# Handleyomys rostratus
Handleyomys rostratus es una especie de roedor de la familia Cricetidae.

## Distribución geográfica
Se encuentra en Belice, El Salvador, Guatemala, Honduras, México y Nicaragua. Es nocturno y se encuentra en los bosques de elevaciones a partir de 1.200 m. 